# Ammotrechinus gryllipes
Ammotrechinus gryllipes är en spindeldjursart som beskrevs av Roewer 1934. Ammotrechinus gryllipes ingår i släktet Ammotrechinus och familjen Ammotrechidae. Inga underarter finns listade i Catalogue of Life.